# Dolnośląska Nagroda Gospodarcza
Dolnośląska Nagroda Gospodarcza (DNG) – nagroda gospodarcza, wyróżnienie regionalne przyznawane dla wybitnych przedsiębiorców, wiarygodnych podmiotów gospodarczych i instytucji, których działalność jest istotna dla dynamicznego rozwoju regionu i promocji Dolnego Śląska.
Nagroda została ustanowiona przez marszałka województwa dolnośląskiego, wojewodę dolnośląskiego i radę inicjatorów Dolnośląskiego Certyfikatu Gospodarczego.
Wyróżnienie wręczane jest podczas Dolnośląskiego Forum Politycznego i Gospodarczego w Krzyżowej.

## Laureaci
I EDYCJA (2007)
- 1. Przedsiębiorstwo Budowlane ALFA-DACH Spółka z o.o., Wrocław
- 2. BBKS-PROJEKT Biuro Projektów Dróg i Mostów[1] Spółka z o.o., Wrocław
- 3. ENERGIAPRO Koncert Energetyczny, Wrocław
- 4. MODERNBUD Spółka z o.o., Legnica
- 5. THERMAFLEX Spółka z o.o., Żarów

II EDYCJA (2008)
- 6. SHH Spółka z o.o., Wrocław
- 7. Mercedes Spółka z o.o. Mirosław Wróbel, Wrocław
- 8. Dolnośląskie Centrum Rehabilitacji Spółka z o.o., Kamienna Góra
- 9. HASCO-LEK S.A. Przedsiębiorstwo Produkcji Farmaceutycznej, Wrocław
- 10. EMC S.A. Instytut Medyczny, Wrocław
- 11. Biprogeo Projekt Spółka z o.o., Wrocław
- 12. CEZAL S.A. Centrum Zaopatrzenia Medycznego[2], Wrocław
- 13. Camela S.A. Fabryka Wkładów Odzieżowych, Wałbrzych
- 14. DOLNOŚLĄSKIE MŁYNY S.A., Ujazd Górny, gmina Udanin, k. Środy Śląskiej,
- 15. BOT ELEKTROWNIA TURÓW S.A., Bogatynia
- 16. ZEC SERVISE Spółka z o.o., Wrocław
- 17. Wojewódzki Fundusz Ochrony Środowiska i Gospodarki Wodnej we Wrocławiu – nagroda specjalna, za wkład w rozwój Dolnego Śląska.

III EDYCJA (2009)
- 18. Wałbrzyska Specjalna Strefa Ekonomiczna „INVEST PARK” Sp. z o.o., Wałbrzych
- 19. Renevis Spółka z o.o., Wrocław
- 20. Selena S.A., Wrocław
- 21. Waldemar Preussner, Prezes Rady Dyrektorów PCC SE – Polsko-Niemiecka Nagroda Gospodarcza, za szczególne zasługi w rozwoju polsko-niemieckiej współpracy gospodarczej.

IV EDYCJA (2010)
- 22. Przedsiębiorstwo Budowlane INTER – SYSTEM Spółka z o.o., Wrocław
- 23. Politechnika Wrocławska, Wrocław – nagroda specjalna za wkład w rozwój Dolnego Śląska,
- 24. Elisabeth von Kuester, właścicielka odrestaurowanego pałacu barokowego w Łomnicy – Polsko-Niemiecka Nagroda Gospodarcza.

V EDYCJA (2011)
- 25. Dozamel Spółka z o.o., Wrocław
- 26. SUPRA BROKERS, Wrocław
- 27. Gazoprojekt, Wrocław
- 28. Miasto Wrocław – nagroda specjalna dla najszybciej rozwijającego się miasta w Polsce,
- 29. ECERT AS Spółka z o.o., Legnica – Polsko-Niemiecka Nagroda Gospodarcza,
- 30. Solaris Bus & Coach S.A., Bolechowo-Osiedle, k. Poznania – Polsko-Niemiecka Nagroda Gospodarcza.

VI EDYCJA (2012)
- 31. Wojewódzki Szpital Specjalistyczny im. J. Gromkowskiego, Wrocław
- 32. KGHM Polska Miedź S.A., Lubin – nagroda specjalna za szczególny wkład w rozwój i promocję Dolnego Śląska
- 33. Michael Korff – Polsko-Niemiecka Nagroda Gospodarcza.

VII EDYCJA (2013)
- 34. Dolnośląskie Centrum Hurtu Rolno – Spożywczego S.A[3], Wrocław
- 35. Dolnośląskie Centrum Onkologii – SPZOZ, Wrocław
- 36. Inss – Pol Sp. z o.o., Wrocław
- 37. ProGEO Sp. z o.o., Wrocław
- 38. KEA Spółka Jawna, Irena i Bogdan Baszak, Wrocław
- 39. Polski Holding Medyczny PCZ, Wrocław
- 40. Euroregion Nysa – Polsko-Niemiecka Nagroda Gospodarcza

VIII EDYCJA (2014)
- 41. Segepo-Refa Sp. z o.o. – Świebodzice
- 42. Besta PPHU Export-Import – Wrocław
- 43. Komsa Polska Sp. z o.o.[4]– Wrocław

IX EDYCJA (2016)
- 44. Przedsiębiorstwo Budownictwa Ogólnego DACH BUD Sp. z o.o. – Wrocław